# 德国之声电视台
德国之声电视台（DW-TV）是德国对外公共广播机构德国之声（Deutsche Welle，简称DW）旗下电视频道的总称，总部位于德国首都柏林。

## 历史

德国之声电视2012年之前的台标。

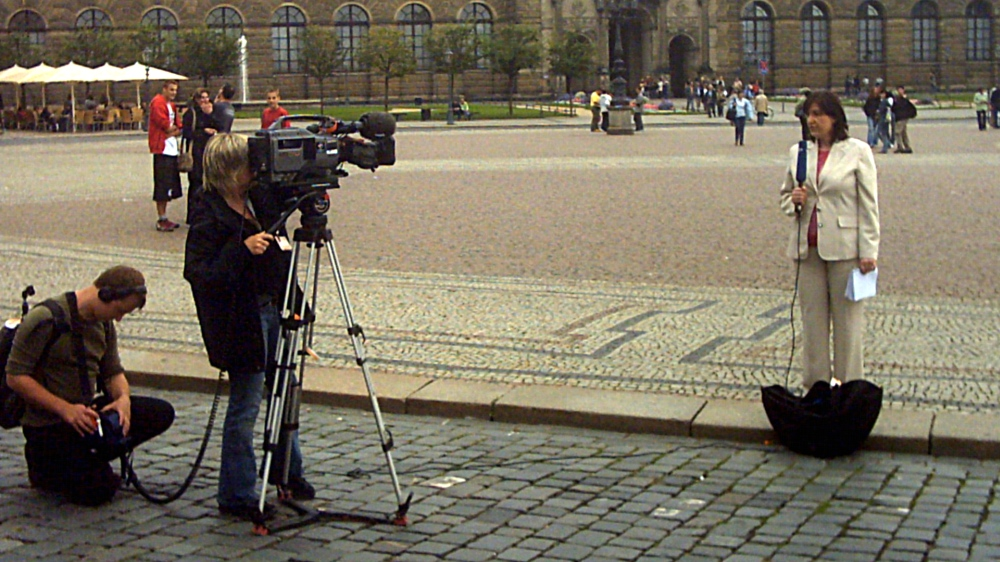
德国之声电视的记者在德累斯顿报道新闻。

德国之声电视节目的前身是西柏林美国占领区广播电台（RIAS）的电视节目（RIAS-TV），1988年开播。1990年，两德统一，RIAS退出历史舞台；两年后的4月1日，德国之声接管了RIAS-TV的设备，开始卫星电视广播。开播早期，德国之声只有德语和英语电视节目，其后增加了西班牙语节目播出。1995年，德国之声开通了24小时电视频道，每天播出12小时德语节目、10小时英语节目和2小时西班牙语节目。之后德国之声又开播了阿拉伯语节目。
2001年，德国之声与德国公共广播联盟（ARD）和德国电视二台（ZDF）联合创立了付费电视频道“German TV”，在北美地区播出，但由于收益不佳，几年后关闭。此后DW-TV继续面向美洲地区付费播出。
2009年3月，DW-TV对亚洲广播扩充为两个频道：DW-TV Asien和DW-TV Asia+。其中DW-TV Asien每天播出16小时德语节目和8小时英语节目，DW-TV Asia+播出18小时英语节目和6小时德语节目。其后DW-TV Asia+改为纯德语广播。
2012年2月6日，德国之声电视台更换台标，由原先的“DW-TV”改为“DW”。2015年6月22日，德国之声的英语节目不再于阿拉伯语频道和西班牙语频道播出。

## 频道
目前德国之声共有四套电视频道：
- DW (English) ：24小时英语频道，面向全球播出。
- DW (Arabia)：24小时阿拉伯语频道，面向中东、北非及欧洲部分地区播出。
- DW (Español)：前身为“DW-TV Latinoamerica”，24小时西班牙语频道，面向拉丁美洲播出。
- DW (Russkiy)：俄语电视频道。

## 播放情况
目前德国之声电视节目通过卫星、有线电视和网络向全球播出，大部分收費電視都把DW英文頻道為免費播放，网上也有DW各種語言頻道的直播。一些电视台也会购买个别的节目进行播放，如香港ViuTVsix会在当地时间周一至周五16:00-16:30转播德国之声英文频道的新闻。
在一些地区，德国之声的卫星电视节目可能会受到蓄意干扰，例如伊朗就曾干扰Hot Bird 8卫星上的德国之声电视节目。